# Willie Pep
Willie Pep, egentligen Guglielmo Papaleo, född 19 september 1922 i Hartford i Connecticut, död 23 november 2006 i Rocky Hill, Connecticut, var en amerikansk proffsboxare. Han var tvåfaldig världsmästare i fjädervikt.
Peps karriär som professionell boxare är en av boxningshistoriens längsta och pågick 1940–66, med ett nästan fyraårigt avbrott 1960–64. Han gick under sin långa karriär sammanlagt 242 matcher. Han vann sina 61 första matcher och blev för första gången världsmästare 1942. Pep förlorade titeln 1948 till Sandy Saddler, men återtog den 1949 för att åter förlora den till Saddler 1950. I en fjärde match mellan dem 1951 misslyckades Pep med att återta titeln. Både gällande den matchen och en match 1954 mot Lulu Perez cirkulerade envisa rykten om att Pep "took a dive", det vill säga att han avsiktligt förlorade matcherna mot betalning under bordet.
Pep bestämde sig för att sluta 1960 efter 20 år och 193 matcher, men ångrade sig knappt fyra år senare och gick 1964–66 ytterligare 49 matcher. Han slutliga matchstatistik omfattar 230 segrar, 11 förluster och 1 oavgjord.
Efter avslutad karriär fungerade Pep bland annat som expertkommentator för olika matcharrangörer och TV-bolag.
Pep stämde 1980 tidskriften Sports Illustrated för förtal angående den påstådda läggmatchen 1954 och tilldömdes ett skadestånd eftersom inga bevis kunde presenteras.